# Landslag (sport)

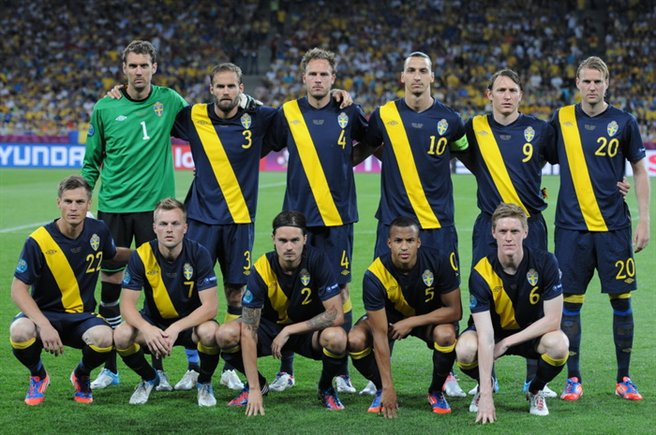
Sveriges herrlandslag i fotboll vid EM 2012.

Ett landslag är en trupp av idrottare som utvalts att representera ett land inom en viss sport. I lagsporter som bandy, fotboll och ishockey omfattar landslaget ett lag. I individuella idrotter, till exempel alpin skidsport och friidrott, utgör landslaget den trupp som ett land skickar till en tävling. Ibland förekommer även lagtävlingar i individuella idrotter, till exempel Finnkampen i friidrott.

## Länder och regioner
Det vanligaste är att varje självständig stat ("land") har ett landslag, men alla landslag representerar inte självständiga stater. Vissa kolonier och självstyrande områden har egna landslag.
I exempelvis VM i fotboll för damer, VM i fotboll för herrar och Europamästerskapet i fotboll tävlar de brittiska riksdelarna England, Nordirland, Skottland och Wales var för sig. En orsak till detta torde vara att då fotboll i modern organiserad form började spelas på 1800-talet startade detta i Storbritannien, och då landskampsutbytet kom igång i början av 1870-talet fanns det inga länder för Storbritannien att spela mot. I OS har Storbritannien däremot deltagit med ett gemensamt landslag.
En liknande typ av landslag är de spanska autonoma regionernas representationslag. Vissa av dem har gamla rötter, inklusive Kataloniens herrlandslag i fotboll som började sitt landskampsutbyte 1904.
I vänskapsmatcher händer det att landslag ställs mot klubblag.